# قصر الداية (غزة)
قصر الداية هو معلم أثري تاريخي يقع في حي الزيتون في مدينة غزة، ويُعد ثاني أكبر القصور الأثرية في المدينة بعد قصر الباشا. يعود بناؤه إلى الحقبة العثمانية في القرن التاسع عشر، ويُعتقد أن تسميته جاءت نسبةً إلى مالكته التي كانت تُعرف بـ"الداية" أي القابلة، يكتسب القصر أهمية كبيرة كونه يمثل جزءاً من التراث العمراني والثقافي لمدينة غزة.

## التاريخ
شُيّد قصر الداية خلال الحكم العثماني لفلسطين، وتحديداً في القرن التاسع عشر، وكان مقراً سكنياً فخماً يعكس الطراز المعماري السائد في تلك الحقبة. بمرور الوقت، تغيرت استخداماته، ولكن طابعه الأثري ظل محفوظاً حتى تعرضه لأضرار بالغة خلال الحروب الأخيرة.

## العمارة
يتميز القصر بطرازه المعماري العثماني، ويتكون من طابقين مشيدين بالحجر المحلي، وأسقف خشبية، وأبواب مصنوعة من الخشب الثقيل المزخرف. يحتوي على فناء داخلي تحيط به غرف ذات استخدامات متعددة، وتظهر على جدرانه بعض الزخارف التقليدية، مما يجعله مثالًا على العمارة الفلسطينية العثمانية.

## الترميم والاستخدام الثقافي
شهد القصر عمليات ترميم في عام 2015 من قبل الجامعة الإسلامية بغرض إعادة تأهيله واستخدامه كموقع ثقافي يعرض جوانب من التراث الفلسطيني. نُظمت في القصر فعاليات ومعارض ثقافية وتراثية عديدة استقطبت الجمهور المحلي.

## التدمير
تعرض قصر الداية لأضرار جسيمة في العدوان الإسرائيلي على غزة عام 2023، إذ أصيب القصر بشكل مباشر أدى إلى تهدم أجزاء كبيرة من مبانيه وزوال بعض معالمه المعمارية. وتسببت هذه الأضرار في تراجع حالته البنيوية، مما يجعله مهدداً بالزوال الكامل إذا لم تُتخذ خطوات عاجلة لحمايته.

## الأهمية
يُعد قصر الداية من أبرز الأمثلة الحية على العمارة العثمانية في مدينة غزة، ويرتبط بتاريخها الثقافي والاجتماعي. وقد تحول إلى رمز للتراث المهدد بالاندثار في ظل تكرر الاستهداف المباشر للمباني الأثرية في القطاع. كما لعب القصر دورًا في الحراك الثقافي المعاصر، مما يزيد من أهميته في المشهد الغزي العام.